# Haimhausen
Haimhausen è un comune tedesco di 4 674 abitanti, situato nel land della Baviera.